# Ficus indigofera
Ficus indigofera là một loài thực vật có hoa trong họ Moraceae. Loài này được Rech. mô tả khoa học đầu tiên năm 1912.